# 振华南街街道
振华南街街道，是中华人民共和国山西省大同市平城区下辖的一个乡镇级行政单位。2021年3月，撤销振华南街街道。原振华南街街道的五州帝景社区居委会为清远街道的行政区域，原振华南街街道的新世纪、振华北街、天胜雅园、迎春里、同泉里、育才、云泉里、大秦佳苑8个社区居委会的行政区域为迎宾街道的行政区域。

## 行政区划
振华南街街道下辖以下地区：
同泉里社区、育才街社区、新世纪社区、振华北街社区、迎春里社区、云泉里社区、永安里社区、宾西路北社区、振华南院社区、绿园社区、明珠社区和惠民里社区。